# Brian Majwega
Brian Majwega (* 7. November 1992) ist ein ugandischer Fußballspieler.
Majwega spielt in seiner Heimat für den Verein Kampala City Council FC. Der Mittelfeldspieler spielt seit Januar 2014 auch für die Nationalmannschaft Ugandas. Bisher kam er zu sieben Einsätzen für die Nationalauswahl (Stand 21. Juli 2015).